# Magnesiabinder
Magnesiabinder ist ein im Bauwesen verwendetes Bindemittel. Er besteht hauptsächlich aus der fein gemahlenen kaustischen Magnesia und wird vor allem zur Herstellung von Magnesiaestrich verwendet.

## Rohstoffe und Herstellung
Zur Herstellung von Magnesiabinder werden die Rohstoffe Magnesit (MgCO3) und Dolomit (CaMg[CO3]2) verwendet. Das Rohmaterial wird zerkleinert und bei Temperaturen zwischen 800 und 900 °C gebrannt. Beim Brennen setzt das Magnesit Teile als Kohlendioxid frei und es entsteht kaustische Magnesia. Die kaustische (ätzende) Magnesia ist mit Wasser reaktionsfähig und muss mit über M-% hauptsächlich aus Magnesiumoxid bestehen, kann aber auch Nebenbestandteile, wie Carbonat, Kieselsäure, Aluminiumoxid oder Eisenoxid, enthalten.
Das Brennen von Dolomit verläuft wie folgt:
{\displaystyle \mathrm {CaMg(CO_{3})\longrightarrow CaCO_{3}+MgO+CO_{2}} }
Das Brennen von Magnesit verläuft wie folgt:
{\displaystyle \mathrm {MgCO_{3}\longrightarrow MgO+CO_{2}} }
Die kaustische Magnesia wird mit Salzlösungen aus zweiwertigen Metallen zu einem Bindemittel gemischt.
Der französische Physiker Stanislas Sorel entdeckte 1867, dass kaustische Magnesia mit Salzlösungen aus zweiwertigen Metallen zu einer steinartigen Masse erstarrt. Daher wurde Magnesiabinder früher auch Sorelzement genannt. Diese Bezeichnung ist irreführend, weil Magnesiabinder nicht wie Zement hydraulisch erhärtet und andere Eigenschaften hat.
Magnesiabinder wird in der Regel mit Magnesiumchloridlösung (MgCl2) hergestellt, das als festes Salz oder wässrige Lösung gehandelt wird. Er kann jedoch auch mit verschiedenen anderen Salzlösungen, wie MgSO4, CaCl2 oder ZnCl2, hergestellt werden.
Bei der Erhärtung bilden sich komplex zusammengesetzte basische Magnesiumsalze, wie Mg2(OH)3Cl∙4H2O. Es entsteht zunächst eine gallertartige Masse, aus der sich nach und nach nadelförmige Kristalle ausscheiden. Zudem bildet sich aus Mg(OH)2 durch CO2-Aufnahme aus der Luft – analog zur Erhärtung von Kalk – MgCO3.
Das Erstarren des Magnesiabreis darf frühestens 30 Minuten nach dem Anmachen beginnen und sollte spätestens 5 Stunden nach Anmachen beendet sein. Es ergibt sich eine marmorartige, polierfähige Masse.
Das Mischungsverhältnis von wasserfreiem Magnesiumchlorid zu Magnesiumoxid sollte zwischen 1:2 und 1:3,5 liegen. Bei einem Überschuss von dem hygroskopisch wirkenden Magnesiumchlorid neigt die erhärtete Mischung zur Durchfeuchtung. Andererseits führt zu viel Magnesiumoxid zu einem porösen Endprodukt. Bei Verwendung von MgSO4anstatt MgCl2 ist die Gefahr zur Durchfeuchtung zwar nicht gegeben, dafür sind so nur geringere Festigkeiten erreichbar.
Magnesiabinder wird üblicherweise mit Füllstoffen zu Magnesiamörtel gemischt. Magnesiabinder kann sowohl mit anorganischem Zuschlag, wie Sand, Bims oder Korund, als auch mit organischem Zuschlag, wie Sägespäne, Kork, Papier, Gummi oder Textilfasern, gemischt werden. In der Regel werden noch Farbpigmente zugegeben.
In der Nachkriegszeit wurde Magnesiabinder mit Sägemehl als Estrich, sogenannte Steinholzböden, eingesetzt. Besonders im Wohnungsbau, aber auch für gewerbliche Zwecke wurde Steinholz angewandt.

## Eigenschaften und Verwendung
Magnesiabinder kann in Estrichmörteln zur Herstellung von Magnesiaestrich nach DIN 18560 genutzt werden.
Positive Eigenschaften sind (vom Füllstoff abhängig):
- fußwarm
- federnd
- zäh
- widerstandsfähig gegen Schlag und Stoß
- trittschalldämmend
- gleitsicher
- nicht staubend
- beständig gegen Benzin und Benzol
- elektrisch leitend
- geringes Schwinden

Aufgrund der Eigenschaften wird er für ableitende Untergründe eingesetzt.
Ein wesentlicher Nachteil bei Magnesiaestrich ist, dass er nicht feuchtebeständig ist und daher nicht für Feuchträume oder im Freien geeignet ist. Außerdem enthält er durch die MgCl2-Lösung stark korrosionsfördernde Chloridionen, die bei Stahlbetonbauteilen problematische Korrosion auslösen können. Daher muss im Umgang mit Magnesiabinder stets darauf geachtet werden, Metallteile mit Korrosionsschutz auszustatten. Bei Stahlbetonbauteilen ist dazu eine Sperrschicht einzubauen. In der Nähe von Spannbetonbauteilen ist Magnesiabinder nicht zulässig.
Eine weitere Verwendung von Magnesiabinder findet sich in der Herstellung von Holzwolle-Leichtbauplatten aus Bindemittel und Holzmehl oder Spänen. Wenn Magnesit bei höheren Temperaturen um 1600 °C gebrannt wird, entsteht zudem sintergebranntes MgO, was für die Herstellung von hochfeuerfesten Steinen verwendet wird.

## Normen
- DIN EN 14016-1: Bindemittel für Magnesiaestriche – Kaustische Magnesia und Magnesiumchlorid – Teil 1: Begriffe und Anforderungen
- DIN EN 14016-2: Bindemittel für Magnesiaestriche – Kaustische Magnesia und Magnesiumchlorid – Teil 2: Prüfverfahren
- DIN 18560: Estriche im Bauwesen – Teil 1: Allgemeine Anforderungen, Prüfung und Ausführung